# Rabigh
Rabigh (abans anomenada Batn Rabigh, es pensa que és l'antiga ΑρΎα ζώμη de Claudi Ptolemeu és un port del Hijaz, a la província de la Meca (Aràbia Saudita), situat a uns 100 km al nord de Jiddah. La població el 2010 era de 45.876 habitants.
Al nord, no gaire lluny de la ciutat, hi ha la població d'Al-Abwa on està enterrada la mare de Mahoma, Àmina. El seu antic port era a uns 6 km i era anomenat Xarm Rabigh. La població la formaven quatre llogarets en un palmerar. La població era de la tribu dels Banu Harb. Fou ocupada el 1924 pels Al-Ikhwan i el 1925 fou declarada port de pelegrinatge. Avui dia s'hi està construint la Vila Econòmica del rei Abdul·lah.